# شهرغلغله
غلغله أو شهرغلغله المعروفة أيضًا باسم مدينة الصراخ أو الويل أو الأحزان، بالقرب من بلدة باميان في أفغانستان وهي موقع أثري حالياً. وقع فيها حصار باميان عام 1221 أثناء مطاردة المغول لجلال الدين منكبرتي آخر حكام الدولة الخوارزمية. قُتل خلال الحصار موتوكان الابن الأكبر لجغتاي خان والحفيد المفضل لجنكيز خان  في معركة بسهم من الأسوار المحاصرة، مما دفع جنكيز إلى القيام بمذبحة لسكان المدينة والمنطقة المحيطة بها. ومن خلال هذه الحادثة أخذت أسم مدينة الصراخ.